# Beugniotova páka

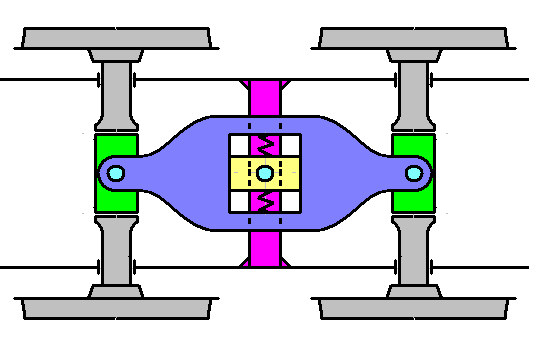
Schema pojezdu s Beugniotovou pákou

Beugniotova páka (někdy se používá také označení Beugniotův podvozek) je mechanismus v rámovém pojezdu lokomotivy, který slouží ke zlepšení chodu lokomotivy v oblouku.
Kolem roku 1860 vyvinul hlavní inženýr firmy Köchlin Édouard Beugniot mechanismus, který spojoval dvě krajní, příčně posuvná dvojkolí pákou uchycenou ve svém středu prostřednictvím svislého odpruženého čepu k rámu lokomotivy. Umožnil tím rozdělení řídící síly (viz Heumannova metoda) na dvě dvojkolí, a tím snížil namáhání kol i kolejnic. Snížení sice není tak výrazné, jako při náhradě rámového pojezdu podvozky, avšak u spojnicových lokomotiv je konstrukce mnohem jednodušší. V případě použití Beugniotovy páky musí mít i spojnice prodloužené čepy, na kterých se mohou volně posouvat.
Beugnitotovy páky dosáhly velkého rozšíření v polovině 20. století v Německu. Za všechny lze jmenovat především spojnicové lokomotivy MaK (Maschinenbau Kiel) a posunovací lokomotivy ř. 106 DR. Nelze opomenout ani parní lokomotivy řady 82

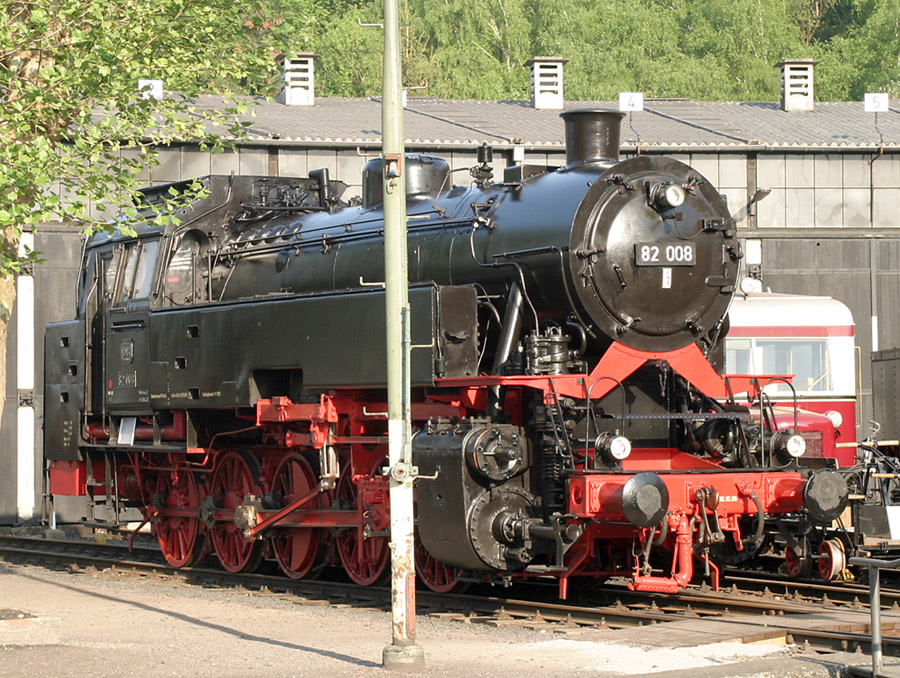
Lokomotiva DB řady 82
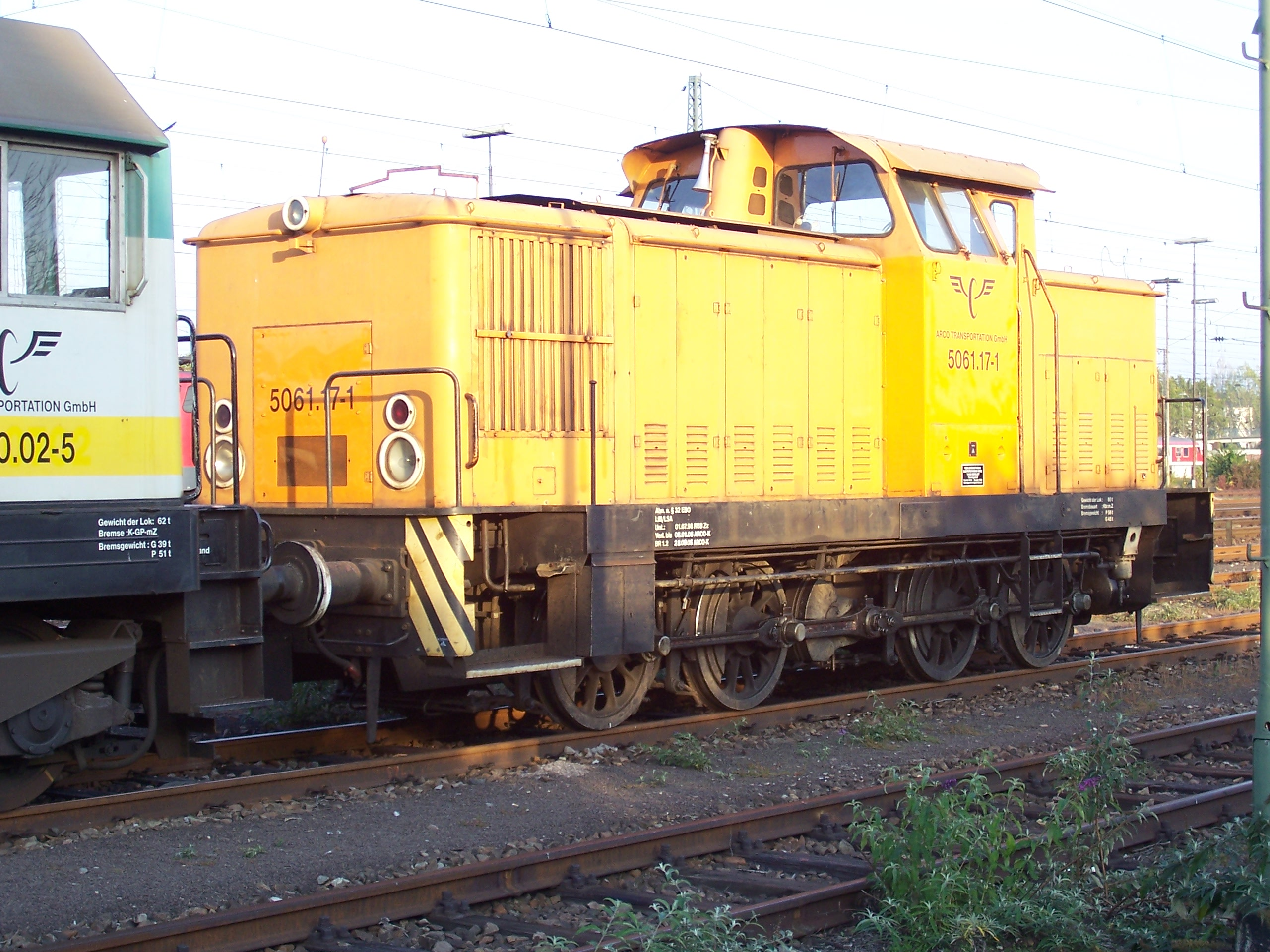
Lokomotiva býv. ř. V 60 (106) DR
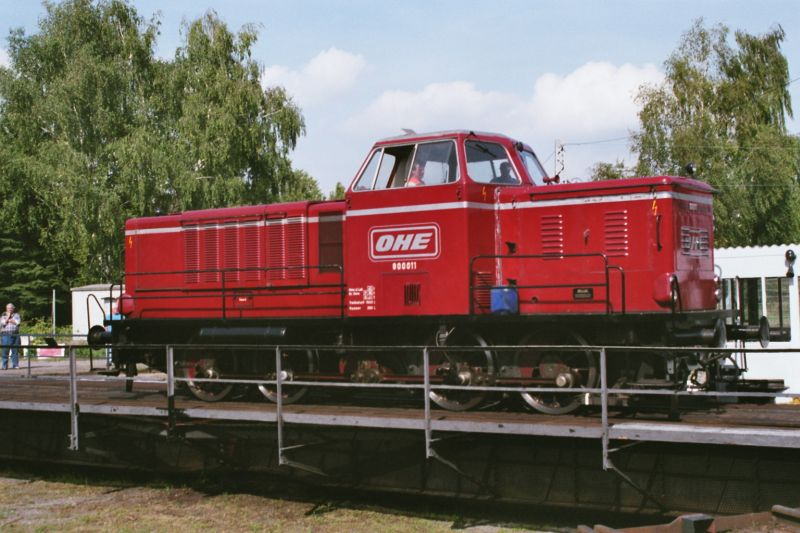
Lokomotiva MaK typ 800 D
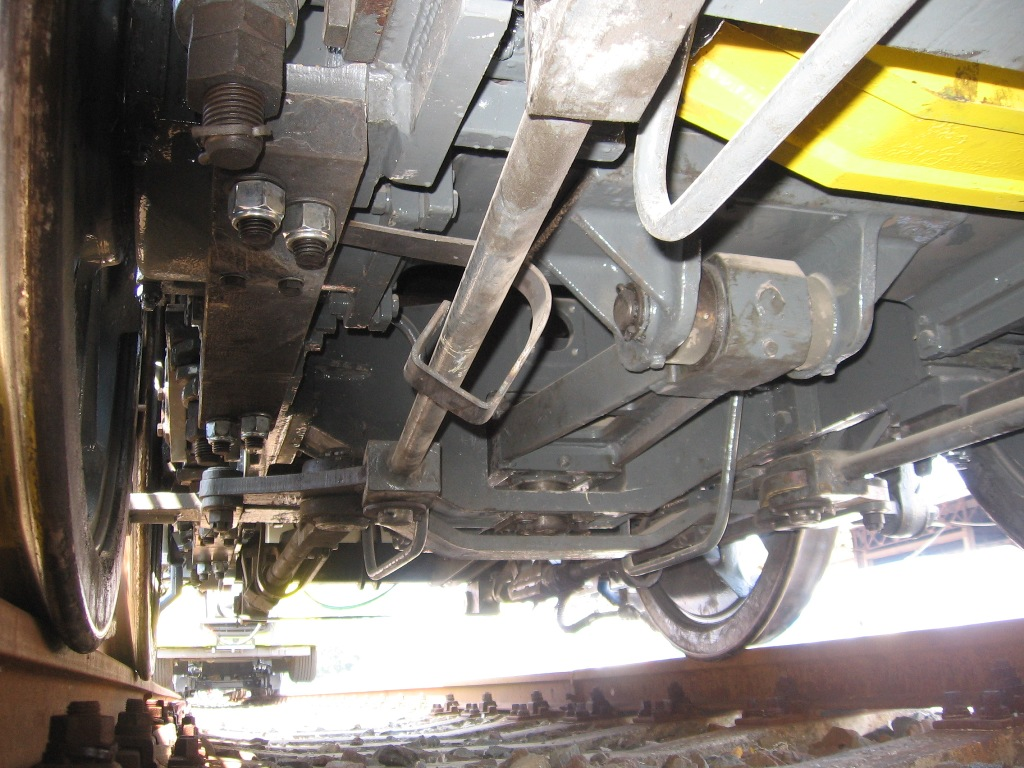
Beugniotova páka na ř. 106 z NDR
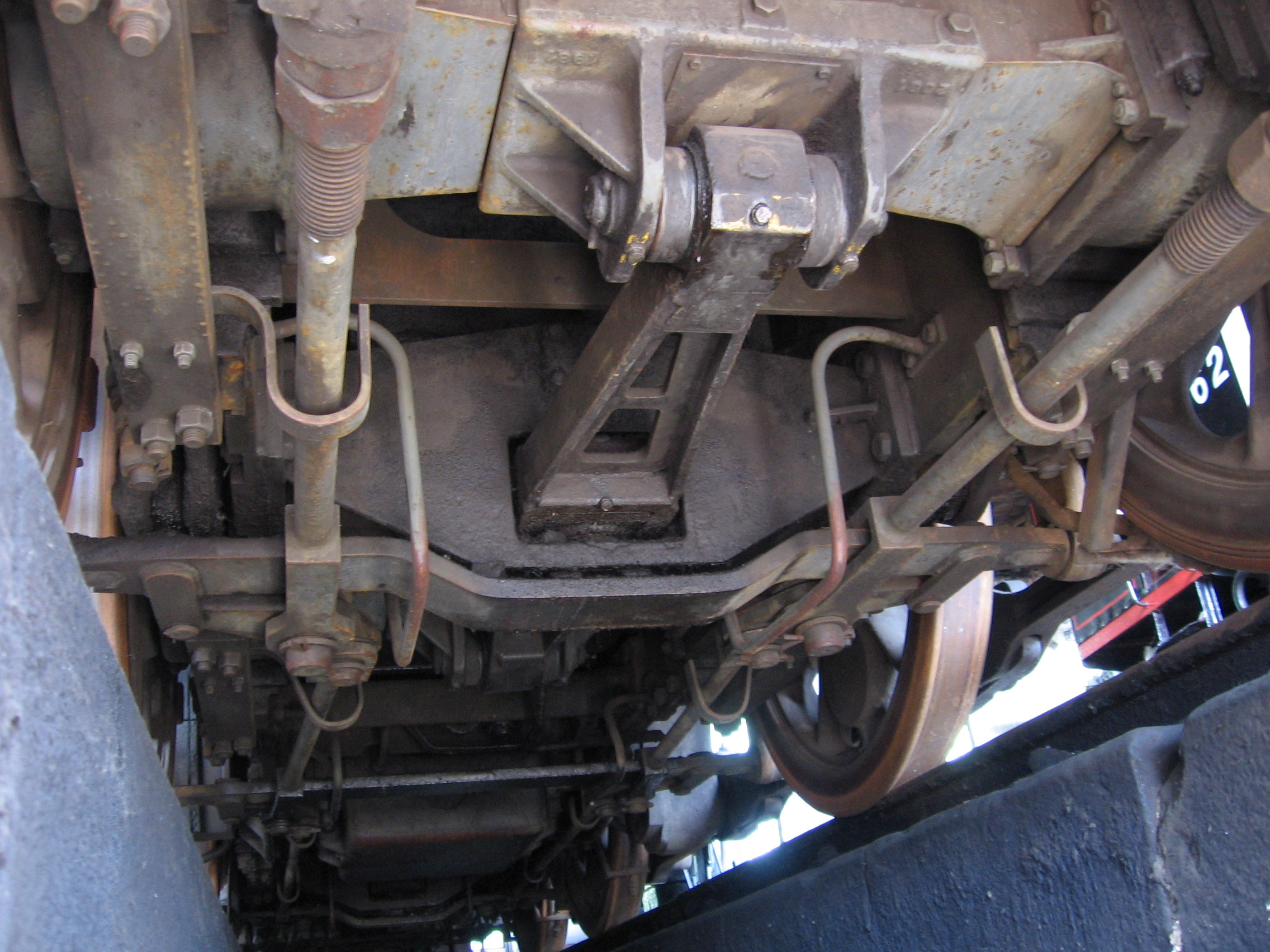
Beugniotova páka na 716 517 (ř. 106 z NDR)